# تياغو روزا
تياغو روزا هو لاعب كرة قدم برتغالي في مركز الدفاع، ولد في 6 مارس 1986 في لشبونة في البرتغال. لعب مع أتليتيكو كلوب دي برتغال وأونياو ليريا وإستريلا دا أمادورا ونافال.

## وصلات خارجية
- تياغو روزا على موقع قاعدة بيانات كرة القدم.إي يو (الإنجليزية)
- تياغو روزا على موقع Soccerway.com (الإنجليزية)